# L'Uomo Ragno (Editoriale Corno)
L'Uomo Ragno è una serie a fumetti pubblicata in Italia negli anni settanta dall'Editoriale Corno; rappresenta la prima edizione italiana dei fumetti dell'Uomo Ragno pubblicati originariamente negli Stati Uniti d'America dalla Marvel Comics dal 1962.

## Storia editoriale
La serie venne edita dal 1970 al 1981 per 283 albi pubblicati con periodicità quattordicinale all'interno della collana Supereroi fino al n. 221 che poi divenne la collana L'Uomo Ragno; gli albi erano formati da 48 pagine di 17 per 26 cm rilegate con spillatura e inizialmente alternavano due pagine a colori e due in bianco e nero che, dal n. 50, divennero interamente a colori.
Ogni albo conteneva dalle due alle quattro storie dedicate ai personaggi della Marvel, almeno una delle quali dedicata all'Uomo Ragno mentre le altre erano dedicate ad altri personaggi come Dottor Strange, Ant-Man/Giant-Man/Golia, Iron Man, Devil e Hulk.
Tutte le storie sono edizioni in lingua italiana delle originali edizioni in lingua inglese. Prima di essere pubblicate dalla Corno in questa testata quasi tutte le storie erano inedite in lingua italiana tranne poche eccezioni.
Le storie presentate nella testata vennero poi riproposte dal 1976 nella collana di ristampe L'Uomo Ragno Gigante, pubblicata per 93 numeri fino al marzo 1984 in un formato più grande (21x28 cm). Contemporaneamente a queste testate l'editore pubblicava anche Il Giornalino de l'Uomo Ragno la quale conteneva storie destinate a bambini e ispirate alla versione a cartoni animati del personaggio senza contatti con l'universo ufficiale del personaggio. La testata chiuse nel marzo 1981 e venne sostituita da una nuova pubblicazione dai contenuti analoghi, Il Settimanale dell'Uomo Ragno, della quale vengono pubblicati 43 numeri fino al gennaio 1982.
Nel marzo 1982 esordì una terza ed ultima serie dedicata al personaggio dalla Corno, L'Uomo Ragno, che venne pubblicata dal marzo 1982 al febbraio 1984 per 58 numeri. Il n. 59 era stato programmato per la stampa e la successiva distribuzione ma non venne mai stampato in quanto l'Editoriale Corno, prossimo al fallimento, sospese tutta la sua produzione nel 1984.
Successivamente l'editore interruppe le pubblicazione e i diritti dei personaggi Marvel vennero acquisiti da altri editori che ripresero a pubblicare episodi.

## L'Uomo Ragno (prima serie)
La tabella seguente riporta l'elenco delle storie contenute negli albi editi dall'Editoriale Corno de L'Uomo Ragno e pubblicati in Italia tra il 30 aprile 1970 ed il 6 marzo 1981.
| N.  | Serie                                                         | Data           | Anno | Titolo albo                   | Titoli episodi presenti | note |
| --- | ------------------------------------------------------------- | -------------- | ---- | ----------------------------- | --- | ---- |
| 1   | L'Uomo Ragno Il Dottor Strange                                | 30 aprile 1970 | I    | L'Uomo Ragno                  | L'Uomo Ragno L'uomo Ragno, Mostro! Minaccia pubblica! L'Uomo Ragno contro il Camaleonte Il Dottor Strange (1ª parte)                              |      |
| 2   | L'Uomo Ragno Il Dottor Strange Il Dottor Strange              |                | I    | L'Avvoltoio                   | Duello all'ultimo sangue con l'Avvoltoio La sorprendente minaccia del Riparatore Il Dottor Strange (2ª parte) Sognare... forse morire! (1ª parte) |      |
| 3   | L'Uomo Ragno Il Dottor Strange Il Dottor Strange              |                | I    | Lo strano "Dr Octopus"        | L'Uomo Ragno contro il Dottor Octopus Sognare... forse morire! (2ª parte) Nell'ombra della...Morte                                                |      |
| 4   | L'Uomo Ragno Il Dottor Strange                                |                |      | L'inarrestabile Uomo Sabbia   | L'inarrestabile Uomo Sabbia Io Dormammu! La barriera dell'ignoto (1ª parte)                                                                       |      |
| 5   | L'Uomo Ragno Il Dottor Strange                                |                |      | Il Dottor Destino             | Il Dottor Destino I segreti dell' Uomo Ragno Come Stan Lee e Steve Ditko crearono l'Uomo Ragno La barriera dell'ignoto (2ª parte)                 |      |
| 6   | L'Uomo Ragno Il Dottor Strange                                |                |      | Il mistero di Lizard          | Il mistero di Lizard! Il potere e il pendolo Tra noi.. i figli di Satannish! (1ª parte)                                                           |      |
| 7   | L'Uomo Ragno Il Dottor Strange                                |                |      | Il ritorno dell'Avvoltoio     | Il ritorno dell'Avvoltoio Lo strano mondo del Dr.Strange Tra noi.. i figli di Satannish! (2ª parte)                                               |      |
| 8   | L'Uomo Ragno Il Dottor Strange                                |                |      | Il cervello vivente           | Il cervello vivente L'Uomo Ragno attacca la Torcia Umana Tra noi.. i figli di Satannish! (3ª parte) Vita o morte? (1ª parte)                      |      |
| 9   | L'Uomo Ragno Il Dottor Strange                                |                |      | Un uomo chiamato Electro!     | Un uomo chiamato Electro I duri Vita o morte? (2ª parte)                                                                                          |      |
| 10  | L'Uomo Ragno Il Dottor Strange                                |                |      | La minaccia del dr. Octopus!  | La minaccia del dr. Octopus! Smascherato dal Dr. Octopus Vita o morte? (3ª parte)                                                                 |      |
| 11  | L'Uomo Ragno Il Dottor Strange                                |                |      | La sfida di Mysterio!         | La sfida di Mysterio! Vita o morte? (4ª parte) Nei meandri della psiche                                                                           |      |
| 12  | L'Uomo Ragno Il Dottor Strange                                |                |      | Goblin il maligno             | Goblin il maligno Kraven, il cacciatore ...sovrapposizione (1ª parte)                                                                             |      |
| 13  | L'Uomo Ragno Il Dottor Strange                                |                |      | In lotta contro Devil         | In lotta contro Devil Il ritorno di Goblin ...sovrapposizione (2ª parte)                                                                          |      |
| 14  | L'Uomo Ragno Il Dottor Strange                                |                |      | I sinistri sei                | I sinistri sei ...sovrapposizione (3ª parte) |      |
| 15  | L'Uomo Ragno La Torcia Umana e l'Uomo Ragno Il Dottor Strange |                |      | La fine dell'Uomo Ragno       | La fine dell'Uomo Ragno Sulla pista dell'Uomo Ragno ...sovrapposizione (4ª parte)                                                                 |      |
| 16  | L'Uomo Ragno Il Dottor Strange I Vendicatori                  |                |      | Ritorno all'attacco           | Ritorno all'attacco ...sovrapposizione (5ª parte) Il mondo finirà tra le fiamme... oppure nel ghiaccio?                                           |      |
| 17  | L'Uomo Ragno Il Dottor Strange                                |                |      | Lo Scorpione                  | Lo Scorpione Lo Scarabeo Eternità (1ª parte) |      |
| 18  | L'Uomo Ragno Il Dottor Strange                                |                |      | La minaccia in agguato        | La minaccia in agguato Eternità 2ª parte Se un mondo dovesse morire prima che io mi svegli 1ª parte                                               |      |
| 19  | L'Uomo Ragno Il Dottor Strange                                |                |      | La grande trappola            | La grande trappola Se un mondo dovesse morire prima che io mi svegli 2ª parte E Juggernaut fa tre!                                                |      |
| 20  | L'Uomo Ragno Il Dottor Strange                                |                |      | L'Uomo Ragno è impazzito      | L'Uomo Ragno è impazzito Catturato da J.Jonah Jameson I cavalieri della notte 1ª parte                                                            |      |
| 21  | L'Uomo Ragno Il Dottor Strange                                |                |      | L'atroce beffa di Goblin      | L'atroce beffa di Goblin Goblin all'attacco I cavalieri della notte 2ª parte                                                                      |      |
| 22  | L'Uomo Ragno Ant-Man Il Dottor Strange                        |                |      | L'agguato di Molten           | L'agguato di Molten Ant-Man I cavalieri della notte 3ª parte                                                                                      |      |
| 23  | L'Uomo Ragno Ant-Man                                          |                |      | Colpo di coda dello Scorpione | Colpo di coda dello Scorpione Compagno X La trappola del Protettore                                                                               |      |
| 24  | L'Uomo Ragno Ant-Man Il Dottor Strange                        |                |      | Gli artigli del Gatto         | Gli artigli del Gatto La vendetta del Coleottero Rosso Dr.Strange maestro delle arti mistiche                                                     |      |
| 25  | L'Uomo Ragno Ant-Man Il Dottor Strange                        |                |      | Se è scritto nel destino      | Se è scritto nel destino Ant-Man ha fallito Prigioniero Faccia a faccia con il Barone Mordo                                                       |      |
| 26  | L'Uomo Ragno Ant-Man Il Dottor Strange                        |                |      | Urto violento                 | Se è scritto nel destino La voce della morte Il ritorno del Barone Mordo Le origini del Dr. Strange                                               |      |
| 27  | L'Uomo Ragno Ant-Man Il Dottor Strange (science-fiction)      |                |      | L'ultimo capitolo             | L'ultimo capitolo Il padrone del tempo Incubo Il segreto della palude                                                                             |      |
| 28  | L'Uomo Ragno Ant-Man Il Dottor Strange                        |                |      | Il ritorno di Kraven          | Il ritorno di Kraven Le creature del cosmo! Le molte trappole del Barone Mordo!                                                                   |      |
| 29  | L'Uomo Ragno Ant-Man (science-fiction) Il Dottor Strange      |                |      | Molten ci riprova             | Molten ci riprova Le terribili trappole di Testa d'Uovo! Vi aspetta un Wobbow! Indemoniati                                                        |      |
| 30  | L'Uomo Ragno Ant-Man Wasp Il Dottor Strange                   |                |      | Quando cade una meteora       | Quando cade una meteora Cyclope Non come sembrano Il velo violetto!                                                                               |      |
| 31  | L'Uomo Ragno Ant-Man                                          |                |      | C'era una volta un robot      | C'era una volta un robot Trago! L'uomo con la tromba magica Ant-Man e Wasp sfidano il Porcospino                                                  |      |
| 32  | L'Uomo Ragno Giant-Man Il Dottor Strange                      |                |      | Un tipo di nome Joe           | Un tipo di nome Joe La nascita di Giant-Man! La casa delle ombre                                                                                  |      |
| 33  | L'Uomo Ragno Wasp                                             |                |      | Il vero volto di Goblin       | Il vero volto di Goblin Spidey salva la situazione - La fine di Goblin Il Colosso di Pietra                                                       |      |
| 34  | L'Uomo Ragno Giant-Man Wasp Il Dottor Strange                 |                |      | Le corna di Rhino!            | Le corna di Rhino! Giant-Man e Wasp contro il Ciclone Umano Conquest! Incantesimo al museo delle cere                                             |      |
| 35  | L'Uomo Ragno Giant-Man Wasp Il Dottor Strange                 |                |      | La nascita di un supereroe    | La nascita di un supereroe Deciso contro il Ciclone Umano Il segreto dello zingaro Il mondo al di là                                              |      |
| 36  | L'Uomo Ragno Giant-Man Il Dottor Strange                      |                |      | Diventare un Vendicatore      | Diventare un Vendicatore Il Cavaliere Nero La sfida di Loki!                                                                                      |      |
| 37  | L'Uomo Ragno Giant-Man Il Dottor Strange                      |                |      | Rhino alla riscossa           | Diventare un Vendicatore Intrappolati dal Porcospino Il mistero della donna venuta dal nulla                                                      |      |
| 38  | L'Uomo Ragno Giant-Man Wasp Il Dottor Strange                 |                |      | Riappare Lizard               | Riappare Lizard Nessun posto in cui nascondersi Attenzione alla Bestia Mordo                                                                      |      |
| 39  | L'Uomo Ragno Giant-Man Il Dottor Strange                      |                |      | La fine di un incubo          | La fine di un incubo Sulla traccia del Ciclone Umano! Un mondo sospeso a metà                                                                     |      |
| 40  | L'Uomo Ragno Giant-Man Il Dottor Strange                      |                |      | Il terribile Shocker!         | Il terribile Shocker L'arrivo del Mago I Senza Mente                                                                                              |      |
| 41  | L'Uomo Ragno Giant-Man Il Dottor Strange                      |                |      | Nelle mani di Kraven          | Nelle mani di Kraven Sulle tracce dello stupefacente Uomo Ragno Il dilemma del discepolo del demonio                                              |      |
| 42  | L'Uomo Ragno Giant-Man Il Dottor Strange                      |                |      | Il nuovo Avvoltoio            | Il nuovo Avvoltoio L'arrivo di Colossus! Tiboro! Il tiranno della sesta dimensione                                                                |      |
| 43  | L'Uomo Ragno Giant-Man Il Dottor Strange                      |                |      | Due per la vita               | Due per la vita Ecco Hulk La sconfitta del Dr. Strange                                                                                            |      |
| 44  | L'Uomo Ragno Giant-Man Il Dottor Strange                      |                |      | Il segno del destino          | Il segno del destino! La bestia di Berlino! Conosciamo qualcosa di Hank e Jan Il cacciato e il cacciatore!                                        |      |
| 45  | X-Men Giant-Man Il Dottor Strange                             |                |      | X-Men                         | X-Men Ora cammina l'Androide Finalmente faccia a faccia con il Barone Mordo                                                                       |      |
| 46  | L'Uomo Ragno Giant-Man Wasp Il Dottor Strange                 |                |      | Kingpin!                      | Kingpin! Giant-Man contro Wasp! Una voce nel buio Terra senza nome, terra senza tempo!                                                            |      |
| 47  | L'Uomo Ragno Giant-Man Wasp Il Dottor Strange                 |                |      | Un uomo allo stremo           | Un uomo allo stremo Il bandito e il gigante! La storia del mago La Terra sia il mio campo di battaglia                                            |      |
| 48  | L'Uomo Ragno Giant-Man Il Dottor Strange                      |                |      | La sfida di Octopus           | La sfida di Octopus Quando Attuma colpisce! Il richiamo di Eternità                                                                               |      |
| 49  | L'Uomo Ragno Giant-Man Il Dottor Strange                      |                |      | Trappola tentacolare          | Trappola tentacolare Presentiamo il nuovo Giant-Man Cosa si cela sotto la maschera?                                                               |      |
| 50  | L'Uomo Ragno Spider-Man's foes                                |                |      | La disfatta di Octopus        | Il trionfo di Doc Ock Il disastro! Una visita all'appartamento di Petey! Say Hello to Spidey's Favorite Foes!                                     |      |
| 51  | L'Uomo Ragno Il Dottor Strange                                |                |      | La tela e la fiamma           | La tela e la fiamma Quando le mistiche menti si incontrano! 1ª parte                                                                              |      |
| 52  | L'Uomo Ragno Giant-Man Il Dottor Strange                      |                |      | Arriva Kazar!                 | Arriva Ka-Zar! La minaccia di Madama Macabra Quando le mistiche menti si incontrano! 2ª parte Se Eternità fallisse                                |      |
| 53  | L'Uomo Ragno Giant-Man Il Dottor Strange                      |                |      | Uccidete l'Uomo Ragno         | Uccidere l'Uomo Ragno Il mistero dell'uomo nascosto e del suo raggio verde! Attento...Dormammu ti osserva! La morsa del potere! 1ª parte          |      |
| 54  | L'Uomo Ragno Giant-Man Il Dottor Strange                      |                |      | La banda di Lavacervello      | La banda di Lavacervello Pericolo dal remoto passato! Oh, Wasp, dov'è il tuo pungiglione? La morsa del potere! 1ª parte                           |      |
| 55  | L'Uomo Ragno Hulk Il Dottor Strange                           |                |      | Vittoria amara                | Vittoria amara La nascita di Hulk 1ª parte Vittoria sia                                                                                           |      |
| 56  | L'Uomo Ragno Hulk Il Dottor Strange                           |                |      | ll mago                       | ll Mago La nascita di Hulk 2ª parte Coloro che vorrebbero distruggermi! Nessuno dietro di me                                                      |      |
| 57  | L'Uomo Ragno Hulk Il Dottor Strange                           |                |      | La ragnatela ingarbugliata    | La ragnatela ingarbugliata! Il terrore degli uomini rospo 1ª parte Dove l'uomo mai si è avventurato                                               |      |
| 58  | L'Uomo Ragno Hulk Il Dottor Strange                           |                |      | Medusa!                       | Medusa! Le origini dell'Uomo Ragno Il terrore degli uomini rospo 1ª parte Per catturare uno stregone                                              |      |
| 59  | L'Uomo Ragno Hulk Il Dottor Strange                           |                |      | Lo, il mostro                 | Lo, il mostro 1ª parte Esiliato nello spazio Le origini di Hulk! Finalmente... la fine                                                            |      |
| 60  | L'Uomo Ragno Hulk Il Dottor Strange                           |                |      | Gioco torbido                 | Lo, il mostro 2ª parte Ringmaster Dal nulla ecco che arriva... Kaluu!                                                                             |      |
| 61  | L'Uomo Ragno Hulk Il Dottor Strange                           |                |      | Un fruscio d'ali nella notte  | Un fruscio d'ali nella notte Il mostro e la macchina L'origine dell'Antico!                                                                       |      |
| 62  | L'Uomo Ragno Hulk Il Dottor Strange                           |                |      | La preda dell'Avvoltoio       | La preda dell'Avvoltoio Il gladiatore dello spazio Se Kaluu trionfasse La sconfitta di Kaluu! 1ª parte                                            |      |
| 63  | L'Uomo Ragno Hulk Il Dottor Strange                           |                |      | Fuga impossibile              | Fuga impossibile La bella e la bestia La sconfitta di Kaluu! 2ª parte Umar colpisce!                                                              |      |
| 64  | L'Uomo Ragno Hulk Il Dottor Strange                           |                |      | Il ritorno del folletto verde | Il ritorno del folletto verde 1ª parte Le orde del generale Fang Nella dimensione della morte!                                                    |      |
| 65  | L'Uomo Ragno Il Dottor Strange                                |                |      | La fine di Goblin             | Il ritorno del folletto verde 2ª parte Solo contro i senza mente                                                                                  |      |
| 66  | L'Uomo Ragno Hulk Il Dottor Strange                           |                |      | La follia di Mysterio!        | La follia di Mysterio Il signore dei metalli 1ª parte Clea deve morire!                                                                           |      |
| 67  | L'Uomo Ragno Hulk Il Dottor Strange                           |                |      | Schiacciare il ragno          | Schiacciare il ragno Il signore dei metalli 2ª parte L'incredibile Hulk La tremenda fine!                                                         |      |
| 68  | L'Uomo Ragno Il Dottor Strange                                |                |      | I genitori di Peter           | I genitori di Peter Parker Umar è sulla Terra! 1ª parte                                                                                           |      |
| 69  | L'Uomo Ragno Hulk Il Dottor Strange                           |                |      | Crisi al campus               | Crisi al campus Finalmente catturato Entra il Camaleonte 1ª parte Umar è sulla Terra! 2ª parte La fine dell'Antico!                               |      |
| 70  | L'Uomo Ragno Hulk Il Dottor Strange                           |                |      | Fermare Kingpin!              | Fermare Kingpin! Entra il Camaleonte 2ª parte Un titano sul treno Le sabbie della morte                                                           |      |
| 71  | L'Uomo Ragno Hulk Il Dottor Strange                           |                |      | Ricercato!                    | Ricercato! La lotta degli umanoidi Hulk alla riscossa! 1ª parte La malvagità degli uomini                                                         |      |
| 72  | L'Uomo Ragno Hulk Il Dottor Strange                           |                |      | Quicksilver!                  | Quicksilver! Hulk alla riscossa! 2ª parte Il potere del Dottor Banner Se questo pianeta vuoi salvare                                              |      |
| 73  | L'Uomo Ragno Hulk Il Dottor Strange                           |                |      | Abbattuto da Shocker!         | Abbattuto da Shocker Dove avanza il colosso Il ritorno della morte 1ª parte Il flagello si abbatterà su di te!                                    |      |
| 74  | L'Uomo Ragno Hulk Il Dottor Strange                           |                |      | La rete si stringe            | La rete si stringe Il ritorno della morte 2ª parte Intrappolato nel covo del capo Nebulos!                                                        |      |
| 75  | L'Uomo Ragno Hulk Il Dottor Strange                           |                |      | Via al caos                   | Via al caos! Rivivere Come una bestia nel sacco 1ª parte ...i tre volti del destino!                                                              |      |
| 76  | L'Uomo Ragno Hulk Il Dottor Strange                           |                |      | Morte senza preavviso!!       | Morte senza preavviso Come una bestia nel sacco 2ª parte Un mostro ferma un uomo Incubo                                                           |      |
| 77  | L'Uomo Ragno Hulk Il Dottor Strange                           |                |      | Lizard vive!                  | Lizard vive Un altro mondo, un altro nemico La saggezza dell'osservatore 1ª parte Il mistico e la macchina!                                       |      |
| 78  | L'Uomo Ragno Hulk Il Dottor Strange                           |                |      | Nel fulgore della lotta       | Nel fulgore della lotta La saggezza dell'osservatore 2ª parte Tutta la mia forza non può salvarmi Nulla può cambiare Voltorg                      |      |
| 79  | L'Uomo Ragno Hulk Il Dottor Strange                           |                |      | La notte di Prowler!          | La notte di Prowler Io contro un mondo! Bruce Banner è Hulk! 1ª parte Questo sogno... questa fine!                                                |      |
| 80  | L'Uomo Ragno Hulk Il Dottor Strange                           |                |      | Bloccate Prowler!             | Bloccate Prowler! Bruce Banner è Hulk! 2ª parte Hulk deve morire Esilio                                                                           |      |
| 81  | L'Uomo Ragno Hulk Il Dottor Strange                           |                |      | Sulla pista del Camaleonte    | Sulla pista del Camaleonte Il titano e il tormento! Tyrannus! 1ª parte Il ritorno!                                                                |      |
| 82  | L'Uomo Ragno Hulk Il Dottor Strange                           |                |      | La venuta di Kangaroo!        | La venuta di Kangaroo Tyrannus! 2ª parte L'uomo chiamato: Boomerang! Mentre il mondo turbina in preda alla follia! 1ª parte                       |      |
| 83  | L'Uomo Ragno Hulk Il Dottor Strange                           |                |      | L'insidia di Electro          | L'insidia di Electro Il grido di battaglia del Boomerang Meno di un mostro, più di un uomo 1ª parte Meno di un mostro, più di un uomo 2ª parte    |      |
| 84  | L'Uomo Ragno Hulk Il Dottor Strange                           |                |      | Schemer il re del crimine     | Schemer il re del crimine Meno di un mostro, più di un uomo 2ª parte Violenza nelle città I figli di Sligguth! 1ª parte                           |      |
| 85  | L'Uomo Ragno Hulk Il Dottor Strange                           |                |      | Kingpin ritorna in gioco      | Kingpin ritorna in gioco Il missile e il mostro La nascita di Hulk-killer 1ª parte I figli di Sligguth! 2ª parte                                  |      |
| 86  | L'Uomo Ragno Hulk Il Dottor Strange                           |                |      | Il segreto di Schemer         | Il segreto di Schemer La nascita di Hulk-killer 2 parte L'umanoide e l'eroe Boomerang e il mostro 1ª parte La creatura del labirinto 1ª parte     |      |
| 87  | L'Uomo Ragno Hulk Il Dottor Strange                           |                |      | Attento alla Vedova Nera!     | Attento alla Vedova Nera Boomerang e il mostro 2ª parte Poi verrà uno straniero La creatura del labirinto 2ª parte                                |      |
| 88  | L'Uomo Ragno Hulk Il Dottor Strange                           |                |      | Senza maschera                | Smascherato L'Abominio Chi fa del male a Hulk? Il mostro che viene dal mare 1ª parte                                                              |      |
| 89  | L'Uomo Ragno Hulk Il Dottor Strange                           |                |      | Le braccia di Octopus!        | Le braccia di Octopus Svolta decisiva Colui che colpisce Silver Surfer 1ª parte Il mostro che viene dal mare 2ª parte                             |      |
| 90  | L'Uomo Ragno Hulk Il Dottor Strange                           |                |      | La trama di Doc Ock           | Doc Ock vive Colui che colpisce Silver Surfer 2ª parte Alle stelle Un uomo che non avrebbe mai creato                                             |      |
| 91  | L'Uomo Ragno Ant-Man Hulk                                     |                |      | L'assassino                   | E la morte verrà Il fantastico Ant-Man Cosa ho creato? Le legioni del fulmine vivente                                                             |      |
| 92  | L'Uomo Ragno Hulk Ant-Man                                     |                |      | Un uomo chiamato Bullit       | E la morte verrà Il fantoccio e la potenza L'inizio 1ª parte                                                                                      |      |
| 93  | L'Uomo Ragno Ant-Man Hulk                                     |                |      | L'attacco di Iceman           | L'attacco di Iceman L'inizio 2ª parte Morirà con il terrore 1ª parte Quando il mostro si sveglia                                                  |      |
| 94  | L'Uomo Ragno Ant-Man Hulk and Sub-Mariner                     |                |      | L'agguato di Prowler!         | L'agguato di Prowler! Morirà con il terrore 2ª parte E allora battaglia                                                                           |      |
| 95  | L'Uomo Ragno Hulk Ant-Man                                     |                |      | Zia May catturata             | L'agguato di Prowler! Dove camminano gli immortali Un inferno! 1ª parte                                                                           |      |
| 96  | L'Uomo Ragno Hulk Ant-Man                                     |                |      | Un terrorista a Londra        | Un terrorista a Londra Questo mondo non suo Un inferno! 2ª parte                                                                                  |      |
| 97  | L'Uomo Ragno Hulk Ant-Man                                     |                |      | Un'amara sorpresa             | Un'amara sorpresa Il parassita dello spazio La paranoia e Para-Man 1ª parte                                                                       |      |
| 98  | L'Uomo Ragno Hulk Ant-Man                                     |                |      | Nelle spire di Goblin         | Nelle spire di Goblin Il cerchio attorno a Rhino La paranoia e Para-Man 2ª parte                                                                  |      |
| 99  | L'Uomo Ragno Hulk Ant-Man                                     |                |      | I poteri di Goblin            | I poteri di Goblin Questo mostro è stato liberato La paranoia e Para-Man 3ª parte                                                                 |      |
| 100 | L'Uomo Ragno I Fantastici Quattro Spidey-Man                  |                |      | Panico nella prigione         | Panico nella prigione I favolosi Fantastici Quattro incontrano l'Uomo Ragno Con questo anello ti inragnatelo!                                     |      |
|     |                                                               |                |      |                               | |      |